# Il ragazzo del lago
Il ragazzo del lago è stato scritto dal giornalista Marcello Foa nel 2010 e narra la storia Aimone Canape, un partigiano testimone della cattura di Benito Mussolini.

## Trama
Aimone Canape vive a Dongo, un piccolo paese sul Lago di Como e nel 1938, ad appena sedici anni, si trasferisce in Germania per imparare il mestiere di Maitre d'Hotel. Dopo un primo 
periodo passato a lavorare ad Oberhof, si trasferisce a Berlino dove il destino lo porterà a vivere tra l'aristocrazia tedesca e a conoscere anche il Führer Adolf Hitler in persona. Tornato in Italia dopo i primi bombardamenti su Berlino nel 1940, Aimone si arruola nell'esercito Italiano dove presterà servizio fino all'8 settembre 1943. Disertore sarà costretto a nascondersi e in seguito si impegnerà attivamente per aiutare i partigiani della zona dell'Alto Lario. Più volte arrestato e torturato dalle autorità 
nazifasciste del paese riuscirà sempre a cavarsela e il 27 aprile 1945 sarà testimone della cattura del Duce Benito Mussolini, scoperto proprio a Dongo mentre tentava di scappare nascosto tra una colonna di militari della Wehrmacht di ritorno in Germania.

## Edizioni
- Marcello Foa, Il ragazzo del lago, Edizioni Piemme,  p. 356, ISBN 978-88-566-1055-0.